# Nathalie Behnke
Nathalie Behnke (* 20. Juni 1973 in Tübingen) ist eine deutsche Politikwissenschaftlerin. Sie ist Professorin am Fachbereich Geschichts- und Gesellschaftswissenschaften der Technischen Universität Darmstadt. Von 2012 bis 2021 war sie Richterin am Verfassungsgerichtshof für das Land Baden-Württemberg.

## Leben

### Ausbildung
Nach dem Abitur 1992 in Ettlingen studierte Nathalie Behnke bis 1998 Politikwissenschaft, Methoden der Empirischen Sozialforschung und der Neueren und Neuesten Geschichte an der Universität Bamberg. Von Oktober 1995 bis Juni 1996 studierte sie an der Universität Bologna Politikwissenschaft. Während des Studiums war sie Stipendiatin der Studienstiftung des Deutschen Volkes.
Im Jahr 2003 promovierte sie an der FernUniversität Hagen bei Arthur Benz. Der Titel ihrer Dissertation lautete Ethik in Politik und Verwaltung – Entstehung und Funktion ethischer Normen in Deutschland und den USA. Für diese Arbeit erhielt sie einen Preis der Deutschen Vereinigung für Politische Wissenschaft (DVPW) sowie eine Auszeichnung der Gesellschaft der Freunde der FernUniversität e.V. und der Sparkasse Hagen. In einer von Transparency International veröffentlichten Rezension wird jedoch kritisiert, dass die Schlussfolgerungen der Arbeit zur Rechtfertigung nur "kosmetischer" Korrekturen bei der Korruptionsbekämpfung genutzt werden könnten.
Gemeinsam mit Arthur Benz leitete Nathalie Behnke zwischen 2006 und 2009 das Projekt der Deutschen Forschungsgemeinschaft (DFG) "Muster der Verfassungsreform von föderalen Strukturen".

### Professuren in Bochum, Konstanz und Darmstadt
Im Jahr 2009 folgte Nathalie Behnke einem Ruf auf die Professur für Empirische Sozialforschung an der Ruhr-Universität Bochum. Im April 2010 wechselte sie auf die Professur für Verwaltungswissenschaft an der Universität Konstanz. Seit Oktober 2018 leitet sie den Arbeitsbereich Öffentliche Verwaltung und Public Policy an der Technischen Universität Darmstadt.
Die Forschungsschwerpunkte von Nathalie Behnke sind:
- Vergleichende Institutionenforschung in westlichen Demokratien, insbesondere Verwaltungsstrukturen, Mehrebenensysteme und Verfassungen
- Methoden der empirischen Sozialforschung
- Ethik, Korruption und Skandale im öffentlichen Sektor.

Ihr aktuelles Forschungsprojekt beschäftigt sich mit Reformoptionen des Finanzföderalismus in Deutschland.

### Mitglied am Verfassungsgerichtshof Baden-Württemberg
Am 24. Mai 2012 wurde Behnke auf gemeinsamen Vorschlag von CDU, SPD und Bündnis 90/Die Grünen vom Landtag Baden-Württemberg mit 101 von 124 Stimmen zur Richterin am Staatsgerichtshof für das Land Baden-Württemberg gewählt, der seit dem 5. Dezember 2015 Verfassungsgerichtshof für das Land Baden-Württemberg heißt. Als eines der drei in der Landesverfassung vorgeschriebenen Mitglieder ohne die Befähigung zum Richteramt gehörte sie dem Verfassungsgerichtshof für eine Amtszeit von neun Jahren bis 20. Juli 2021 an. Sie wurde am 1. Juli 2021 vom Landtag verabschiedet.

### Privates
Behnke ist verheiratet und hat zwei Söhne.

## Mitgliedschaften
Behnke war bzw. ist Mitglied in folgenden Organisationen:
- 2000–2006: American Society of Public Administration (ASPA)
- 2002–2005. Sprecherin der "Study Group on Ethics" der European Group of Public Administration (EGPA)
- seit 2003: Deutsche Vereinigung für Politikwissenschaft (DVPW); von 2003 bis 2008 war Behnke Sprecherin des Arbeitskreises "Empirische Methoden der Politikwissenschaft" in der DVPW, von 2006 bis 2009 war sie Mitglied des Beirats der DVPW, seit 2009 ist sie Vorstandsmitglied

## Veröffentlichungen (Auswahl)
- Ethik in Politik und Verwaltung. Entstehung und Funktionen ethischer Normen in Deutschland und den USA. Nomos, Baden-Baden 2004, ISBN 978-3-8329-0953-6.
- mit Joachim Behnke und Nina Baur: Empirische Methoden der Politikwissenschaft. Schöningh, Paderborn 2005, ISBN 978-3-8385-2695-9.
- mit Joachim Behnke: Grundlagen der statistischen Datenanalyse. Eine Einführung für Politikwissenschaftler. Verlag für Sozialwissenschaften, Wiesbaden 2006, ISBN 978-3-531-14576-1.
- mit Arthur Benz: Variationen föderaler Verfassungspolitik zwischen Reform und Anpassung. Ein Forschungsprogramm. In: Jahrbuch des Föderalismus 2008. Föderalismus, Subsidiarität und Regionen in Europa. Nomos, Baden-Baden 2008, ISBN 978-3-8329-3829-1, S. 51–64.
- mit Kai-Uwe Schnapp und Joachim Behnke: Datenwelten. Datenerhebung und Datenbestände in der Politikwissenschaft. Nomos, Baden-Baden 2009, ISBN 978-3-8329-4071-3.
- Institut für Politikwissenschaft, Fakultät Kultur- und Sozialwissenschaften, Fern-Universität in Hagen (Hrsg.): Towards a new organization of federal States? Lessons from the processes of constitutional reform in Germany, Austria, and Switzerland. Institut für Politikwissenschaften, Hagen 2009, DNB 992813352 (englisch).
- mit Bettina Petersohn und Eva Maria Rhode: Negotiating Territorial Change in Multinational States. Party Preferences, Negotiating Power and the Role of the Negotiation Mode. In: Publius: The Journal of Federalism. Band 45, Nr. 4, S. 626–652 (englisch).
- Vorschläge für eine bedarfsorientierte Neuordnung des Finanzausgleichs. Bibliothek der Universität Konstanz, 2016, urn:nbn:de:bsz:352-0-376602 (uni-konstanz.de).
- mit Jeroen Maesschalck: Integrity Systems at Work. Theoretical and empirical foundations. Bibliothek der Universität Konstanz, 2016, urn:nbn:de:bsz:352-0-376180 (englisch, uni-konstanz.de).
- Effekte der Wirtschafts- und Finanzkrise auf die bundesdeutsche Ministerialbürokratie. Weitere Zentralisierung und funktionale Politisierung. Bibliothek der Universität Konstanz, 2016, urn:nbn:de:bsz:352-0-364508 (uni-konstanz.de).
- Die Funktionen von Ethik-Maßnahmen. Zu Vertrauen und Kontrolle zwischen Prinzipalen und Agenten. Bibliothek der Universität Konstanz, 2016, urn:nbn:de:bsz:352-0-375280 (uni-konstanz.de).
- mit Sean Mueller: The purpose of intergovernmental councils. A framework for analysis and comparison. In: Regional and Federal Studies. 2017, S. 507–527.
- mit Sabine Kropp (Hrsg.): Ten years of federalism reform in Germany : dynamics and effects of institutional development. Routledge, London/New York 2018, ISBN 978-1-138-55057-5 (englisch).
- mit Andreas Will und Björn Egner: Kommunales E-Government im kooperativen Föderalismus. Die vertikale Koordination zwischen Kommunal- und Landesebene hinsichtlich einer effizienten und einheitlichen Umsetzung des Onlinezugangsgesetzes. Universitäts- und Landesbibliothek, Darmstadt 2020, urn:nbn:de:tuda-tuprints-135065 (nbn:de:tuda-tuprints-135065).